# Сиды (ракообразные)
Си́ды (лат. Sida) — род ветвистоусых ракообразных из семейства Sididae (отряд Ctenopoda). Широко распространённые фильтраторы, обычно держащиеся вблизи растительности в пресных и солоноватых водоёмах Северного полушария.

## Строение
Длина тела самок 1,8—4 мм, самцов — около 2 мм. Голова округло-прямоугольной формы, с брюшного края оттянутая в рострум. Фасеточный глаз небольшой, науплиальный глаз расположен в основании рострума. На спинной стороне находятся выделяющие клейкий секрет прикрепительные органы (крупный передний и пара задних меньшего размера). Антенны I у самок подвергаются значительной редукции. У самцов антенны I крупные и подвижные, обеспечивают удержание самки при спаривании (наряду с вооружённой крупными крючками первой парой грудных ног). Крупные антенны II служат для плавания. Карапакс прямоугольный, с мелкими шипами по брюшному краю. 6 пар грудных ног обладают однотипным строением, с внутренней стороны несут гребни фильтрующих щетинок. Коготки фурки вооружены 4 зубцами в основании.

## Образ жизни
Встречаются среди водной растительности на литорали озёр и водохранилищ, а также в реках с медленным течением. Большую часть времени проводят, прикрепившись к поверхности растений с помощью органов на спинной стороне головы, однако описаны случаи массового присутствия сид в пелагиали озёр. Питаются, отфильтровывая из воды водоросли и мелкие частицы детрита.

## Таксономия
В роде насчитывают три вида, до недавнего времени рассматривавшихся в качестве подвидов, но повышенных в ранге на основании значительных молекулярно-генетических различий:
- Sida americana Korovchinsky, 1979 — Северная Америка[3]
- Sida crystallina (O.F. Müller, 1776) — Палеарктика к западу Таймыра и Байкала[3]
- Sida ortiva Korovchinsky, 1979 — Палеарктика к востоку от Таймыра и Байкала[3]